# Acid propiolic
Acid propiolic là hợp chất hữu cơ với công thức HC2CO2H. Đây là acid acetylenic carboxylic đơn giản nhất. Nó là một chất lỏng không màu kết tinh để tạo ra các tinh thể mịn. Khi đun gần điểm sôi của nó, Acid propiolic phân hủy. Nó hòa tan trong nước và có mùi giống như acid acetic.

## Điều chế
Acid propiolic được điều chế để buôn bán bằng cách oxy hóa rượu propargyl tại một điện cực chì. Nó cũng có thể được điều chế bằng cách khử carbornxyl hóa của acid acetylenedicarboxylic.

## Phản ứng và ứng dụng
Tiếp xúc với ánh sáng mặt trời chuyển đổi nó thành acid trimesic (acid benzene-1,3,5-tricarboxylic). Nó brom hóa để cho ra acid dibromoacrylic. Với hydro chloride, nó tạo thành acid chloroacrylic. Este ethyl của nó ngưng tụ với hydrazin để tạo thành pyrazolon.
Nó tạo thành chất rắn nổ đặc trưng khi cho vào dung dịch nước với dung dịch nitrat bạc amoni. Một kết tủa nổ vô định hình tạo thành amoni chloride.

## Propolates
Propolates là ester hoặc muối của acid propiolic. Các ví dụ phổ biến bao gồm methyl propiolate và etyl propiolate.